# 于尔维尔
于尔维尔（法語：Urville，法語發音：[yʁvil] ⓘ）是法国卡尔瓦多斯省的一个市镇，属于卡昂区。

## 地理
于尔维尔（49°1'32"N, 0°17'50"W）面积6.02 平方千米，位于法国诺曼底大区卡爾瓦多斯省，该省份为法国西北部沿海省份，北濒大西洋英吉利海峡，东北与滨海塞纳省以海上边界相接，东临厄尔省，南至奧恩省，西与芒什省接壤。
与于尔维尔接壤的市镇（或旧市镇、城区）包括：巴尔伯里、布雷特维尔勒拉贝、科维库尔、格兰维尔-朗加讷里、圣日耳曼勒瓦松。

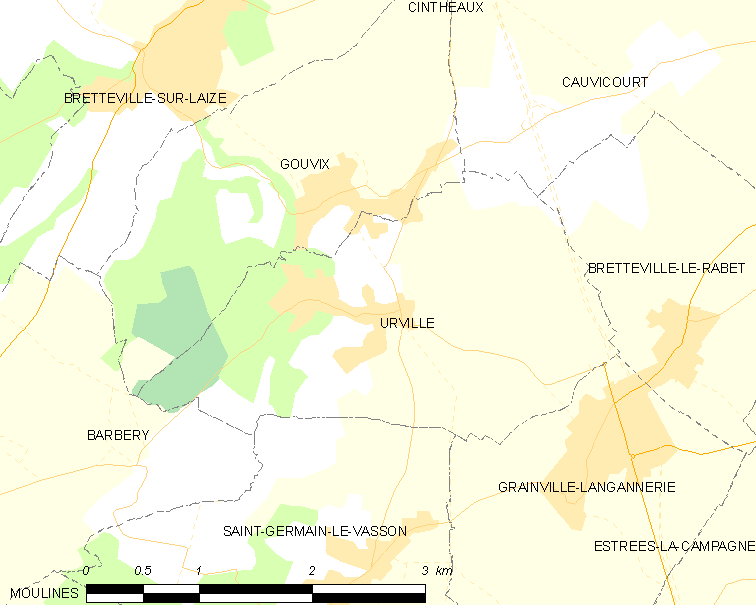
于尔维尔的OSM定位图

于尔维尔的时区为UTC+01:00、UTC+02:00（夏令时）。

## 行政
于尔维尔的邮政编码为14190，INSEE市镇编码为14719。

## 政治
于尔维尔所属的省级选区为勒奥姆县。

## 人口

1962-2008年间于尔维尔人口变化图示

于尔维尔于2022年1月1日时的人口数量为761人。